# Milan Dimitrijevic
Milan Dimitrijevic (n. 1954, Leskovac, Serbia) este un astronom sârb, fost ministru al științei, tehnologiei și dezvoltarii în guvernul Iugoslaviei din anii 1992-2003.

## Biografie
A absolvit facultatea de matematica și științe ale naturii a Universitatii din Belgrad in anul 1972. 
In ani 1974 - 1978 și 1983-1984 a lucrat la Institutul de fizica din Belgrad.
Este doctor in știință din anul 1978. 
In anii 1978- 1983 a lucrat la Institutul de aplicații ale fizicii.
A lucrat la Observatorul astronomic din Belgrad ca consultant științific din anul 1984, iar în anii 1994- 2002 a fost director al acestei instituții științifice.
Este președinte al societății astronomilor sârbi din anul 2009.
In anii 1984- 2004 a fost redactor principal al revistei de popularizare a științei "Vasione". A fost ministru al științei, tehnologiei și dezvoltării a Iugoslaviei in anii 1993- 1994. A fost membru al ligii comuniștilor din Iugoslavia.

## Contribuții în știință
Specialist în fizica plasmei. A avut  contribuții substanțiale în cercetarea liniilor spectrale ale galaxiilor, în special ale galaxiilor Seifert și Markarian.
Are merite importante la ameliorarea cercetărilor astronomice, la extinderea colaborărilor internaționale ale astronomilor din Serbia.  A fost organizatorul mai multor conferințe și simpozioane internaționale, ținute în Serbia. 
Dimitrijevic este unul dintre astronomii cei mai prolifici din Europa, autor a peste 700 de publicații științifice și a unui număr mare de cărți. Domeniul principal al cercetărilor ține de  aplicațiile fizicii atomice și ale plasmei în astrofizica galactică și, în speță, de  lărgirea liniilor spectrale ale galaxiilor în urma proceselor atomice. În afară de aceasta are preocupări vaste în domeniul istoriei științelor (astronomiei)  și a literaturii. Este și poet.
Este membru al 
- Uniunii Astronomice Internaționale,
- Societății Europene de Astronomie
- vicepreședinte al Societății Eurasiatice de Astronomie.

A fost în mai multe rânduri președinte al Societății astronomilor din Serbia.
În colaborare cu Aleksandar Mihailov a cercetat procesele de ciocniri dintre ioni și atomi și influența acestor procese asupra formării complexelor quasimoleculare, asupra emisiei, absorbției și recombinării atmosferelor stelelor reci și a piticelor albe. Aceasta a permis să se modeleze atmosferele bogate cu heliu ale piticelor albe și ale unor straturi ale Soarelui.
În colaborare cu discipolii săi Luka Popovic, Nicola Konjevic și Krishlanin, s-a ocupat de studiul lărgirii prin efect Stark a liniilor spectrale și a obținut formule semiempirice pentru aceste lărgiri, care au obținut o largă recunoaștere în fizică și astronomie. Aceste lucrări au semnificat o trecere de la plasmele de laborator la plasmele astrofizice, care prezintă interes major pentru spectroscopia stelară.

## Discipoli, coautori, colaboratori
- Luka Popovic
- Nicola Konievic
- Aleksandar Mihailov
- Jelena Milogradov- Turin